# TCW
TCW, Total Competitiveness Weights, ett sätt att mäta kronans värde i förhållande till andra valutor. TCW-index har den 18 november 1992 som startdatum vilket innebär att värdet för den dagen är 100. Den 19 november 1992 fick kronan rörlig växelkurs. TCW bygger på statistik från 21 länder. Den statistik som används beräknas av IMF.